# 殺処分
殺処分（さつしょぶん、さっしょぶん）とは、人間の利害に基づいて動物を殺すことを指す言葉である。安楽死とも。人間に危害を及ぼすおそれのある動物や、不要となった動物が対象になる。競走馬では予後不良とも呼ばれる。

## 犬猫などの引き取りにおける処分

### イギリス
イギリスでは、英国動物虐待防止協会（Royal Society for the Prevention of Cruelty to Animals:RSPCA）、バタシー・ドッグズ&キャッツ・ホーム（Battersea Dogs and Cats Home）、ドッグズ・トラスト（Dogs Trust）、キャッツ・プロテクション（Cats Protection）などが動物保護施設を運営し、飼い主斡旋等を行っている。イギリスの動物保護団体を対象とした2010年の調査では、動物保護施設における捨て犬・猫等の年間受入頭数は、犬が9 - 13万頭、猫が13 - 16万頭であり、そのうち施設で殺処分される割合は、犬が10.4%（1 - 1.3万頭）、猫が 13.2%（1.7 - 2万頭）と推定されている。
野良犬（stray dogs）については、基本的には自治体が7日間留置し、その間に所有者が見つからなければ、新たな飼い主への譲渡、民間の動物保護施設等への譲渡、殺処分のいずれかとなる。2012年度に全英の自治体が扱った野良犬の数は、年間約11万2千頭で、その8%にあたる約9千頭が自治体により殺処分となっている。
イギリスでは、動物保護施設の多くで、年間を通して施設に空きがない状態となっており、入居頭数の抑制が大きな課題となっている。また、イギリスでは、若者の間で獰猛な犬を飼うことが流行したが、管理しきれずに捨てられてしまうことも多く、攻撃的な野良犬の増加の一因となっている。特に闘犬種の血を引くスタッフォードシャー・ブルテリア（スタッフィ）など攻撃的な犬は、新たな飼い主を見つけることが難しく、施設では個室で管理する必要もあるため、動物保護施設の大きな負担となっている。

### ドイツ
ドイツでは、国内の500 か所以上の動物保護施設ティアハイム（Tierheim）が飼い主斡旋等を行っている。ドイツ動物保護連盟はティアハイムの運営指針で基本的に殺処分してはならないと定めているが、治る見込みのない病気やけがで苦しんでいる動物については動物福祉の観点から獣医師による安楽死が行われている。
他方、ドイツ連邦狩猟法は、狩猟動物を保護する目的で野良犬・猫の駆除を認めており、その頭数は年間猫40万頭、犬6万5千頭に達すると指摘する動物保護団体もある。

### アメリカ
アメリカでは、自治体が運営する公共の動物保護施設のほか、全米人道協会（Humane Society of the United States: HSUS）、米国動物虐待防止協会（The American Society for the Prevention of Cruelty to Animals: ASPCA）、ベストフレンズ・アニマルソサエティ（Best Friends Animal Society）、アレイ・キャット・アライズ（Alley Cat Allies）などの民間の動物保護団体の施設がある。全米人道協会（HSUS）の統計では、1970年代には1200 - 2000万頭もの犬猫が殺処分とされていた。全米人道協会（HSUS）の2012 - 2013年の推計では全米の動物保護施設に入居する年間600 - 800万頭の犬猫の約4割に相当する年間約270万頭の犬猫が殺処分になっているとみられている。

### 日本
日本では動物の愛護及び管理に関する法律（動物愛護法）で都道府県等は、犬又は猫の引取りをその所有者から求められたときは、これを引き取らなければならないとしている（第35条1項）。ただし、犬猫等販売業者から引取りを求められた場合その他の第7条第4項の規定の趣旨に照らして引取りを求める相当の事由がないと認められる場合として環境省令で定める場合には、その引取りを拒否することができる（第35条1項）。
2012年（平成24年）には動物愛護法が一部改正され、都道府県知事等は引き取った犬猫の飼い主斡旋等に努めるとする規定（第35条第4項）が盛り込まれた。
都道府県等が引き取った犬猫の殺処分頭数は1974年度（昭和49年度）には122万頭（犬:115.9万頭、猫:6.3万頭）であった。処分頭数は減少しているものの、日本国内の保健所等による2023年度（令和5年度）の殺処分数は、令和5年度は1万頭を切って、犬は約2.1千頭、猫は約6.9千頭となっている（令和5年度環境省統計）。近年の殺処分率の低下については、自治体による譲渡の取組の推進、 愛護団体による保護・譲渡活動が大きく発展してきたことの効果が大きいと考えられる。
2014年（平成26年）6月3日、日本の環境省は、殺処分されている犬・猫について、将来的にゼロにするための行動計画を発表した。
しかしながら、殺処分を減らすことを優先した結果、譲渡適性のない個体の譲渡による咬傷事故の発生や、譲渡先の団体における過密飼育等、動物の健康及び安全の確保の観点からの問題が生じているとの指摘を受け、2020年（令和2年）4月30日に環境省自然環境局総務課動物愛護管理室から発表された「動物の愛護及び管理に関する施策を総合的に推進するための基本的な指針の改正について」より、今後はいわゆる「殺処分ゼロ」ではなく、治癒の見込みがない病気や攻撃性がある等譲渡することが適切ではない場合を除いた犬や猫については飼い主への返還及び適正な譲渡促進を積極的に進める方向で行くこと、野犬が多い等地域の実情に合わせて進めていった上で、殺処分数を減少させていく方向で対応していく方針となった。

#### 捕獲（犬のみ）・引き取り・収容
各自治体の保健所、もしくは各都道府県や政令指定都市が管理運営する動物愛護施設（自治体により名称は異なる）が行う。公共施設であるため、従事者はその自治体の職員（=公務員）であり、現場での捕獲等に従事する現業職員のほか、動物の健康管理に従事する獣医師により構成される。
2013年9月、動物愛護法の改正により、相当の理由がない限り自治体は引き取りを拒否できるようになったため、各自治体は飼い主に新たな飼い主を探すよう指導している。自治体が引き取りを拒否できる項目は以下のとおり。
1. 犬猫等販売業者から引取りを求められた場合
2. 引取りを繰り返し求められた場合
3. 繁殖制限のための指導に従わず子犬・子猫の引取りを求められた場合
4. 犬猫の老齢・疾病を理由として引取りを求められた場合
5. 飼養が困難であるとは認められない理由により引取りを求められた場合
6. 譲渡先を見つけるための取組を行っていない場合

となっている。
なお、2013年（平成25年）の改正法の施行後には以下の問題が生じていることが指摘されている。
- 所有者不明の猫の引取りについて、拒否する運用をしている自治体も多いこと。

特に野良猫については、自活できないもの（離乳期前の子猫等）を除いて一切の引取りを拒否するケースが増えている。このような実態について、所有者不明の猫による継続的な生活環境被害を受けている住民等からは、自治体が所有者不明の猫を引き取らないのは明確な法律違反であるとの指摘が多数寄せられている。なお、殺処分がなくなることを目指して譲渡の促進に努める旨の規定が追加されたことから、自治体は引き取った犬猫の譲渡活動が促進された。
近年の急速な譲渡の促進（殺処分率の低下）の要因としては、一般飼い主に加え、動物愛護団体への団体譲渡の寄与するところも大きい。その一方で自治体によっては、殺処分がなくなることを最優先とした結果、譲渡適性のない個体を譲渡したことによる咬傷事故の発生や、団体譲渡した動物愛護団体のシェルターが過密飼育となっており動物の健康安全の確保の観点から問題が生じているのではないかとの指摘がある。
- 動物の保護・譲渡活動は、海外（イギリス、ドイツ）では、民間団体が寄付金等の自己資金を用いて実施。これらの国では、野良犬や野良猫がほとんど存在せず、シェルターに収容される動物の多くは飼い主が所有放棄したものが多いという。
一方、日本の場合は、北関東や西日本を中心に野良犬の収容が多く、全国的に野良猫の数も多いことから、保護収容した個体のうち人間との社会化ができておらず、馴化が困難で飼養に適さないものも多い[4]
- 日本国内においても、大都市部においては、過去の捕獲の努力や適正飼養の徹底の結果、野良犬がいなくなり、野良猫についても多くの愛護団体の協力が得られるため地域猫として管理できるケースが増えている。

他方、西日本等の地域では、温暖で餌も豊富なため、多くの野良犬や野良猫が生息・繁殖しやすく、依然として自治体の収容数が多い。このように自治体の置かれた状況が大きく異なる中で、大都市部と同様の動物愛護管理手法について、それ以外の地域に要求することは困難な状況である。
- 自治体は、動物の引取り・譲渡等の活動の他に、多岐にわたる業務を担っている（動物愛護管理推進計画の策定・推進、一般飼い主に対する適正飼養の普及啓発や指導、多頭飼育者に対する指導・勧告・命令、動物取扱業の登録制度の運用、特定動物の許可制の運用、動物虐待事案への対応等。）。また、動物保護管理法制定当時から、公衆衛生の確保など動物の管理（動物による生命・身体・財産の侵害の防止、前回改正時からは動物による生活環境被害の防止）の観点からの施策が行政機関としての基本であり、保護法益に鑑みても優先事項とすべきである。

しかしながら近年、動物の愛護を優先する結果、動物の管理に係る施策を十分に講じることが難しい環境に置かれる自治体もあるのではないかとの指摘もある。 そうした中で、法において動物愛護管理行政が自治事務とされた趣旨に照らし、引取りや譲渡のあり方を含め、動物愛護行政のあり方については、各自治体の実情に応じ、地域に根ざす住民や愛護団体のニーズやリソース等を踏まえて、限られた人的・物的行政リソース（人員と予算）の効率的・効果的な活用方法について、各自治体ごとに検討することが必要となっている。
なお、2023年度（令和5年度）の環境省の統計資料によると、引き取られた全ての犬猫の内、飼い主からの引き取りは犬が約10.4％（2,010頭）、猫が約34.0％（8,578頭）である。

#### 収容日数
狂犬病予防法により定められた公示期間は2日間であるが、収容期間は法令によって定められておらず、実際の収容期間は各自治体の条例に基づいた日数であり、各自治体により様々である。その間に捕獲・収容した地域、動物の種類・品種・性別・毛色・首輪の有無及びその他の特徴といった内容を、収容された地域の市役所の掲示板に公示することで飼い主が名乗り出るのを待つことになる。

#### 処分
動物愛護法第35条1項及び第3項と第36条第2項によって定められた犬及びねこの引取り並びに負傷動物等の収容に関する措置第４で定められている「処分」とは、「所有者への返還、飼養を希望する者への譲渡し及び殺処分とする。」とあり、殺処分以外に飼い主への返還や里親募集業務による希望者への譲渡も含めた「愛護施設から出て行く全ての事例」を指している。
なお、令和5年度の環境省の統計資料によると、返還・譲渡率は犬が約89.1％（17,338頭）、猫が約72.7％（18,386頭）、殺処分率は犬が約10.9％（2,118頭）、猫が約27.3％（6.899頭）となっている。また、殺処分された幼齢個体（主に離乳していない個体）は、犬は388頭と犬殺処分の約18.3%に対して、猫の場合は4,036頭と猫殺処分の約58.5%を占める。但し、成熟個体と幼齢の個体を区別していない自治体にあっては、すべて成熟個体として計上していることに留意する。
また、殺処分分類別は以下の通り。
- 譲渡することが適切ではない（治癒の見込みがない病気や攻撃性がある等）と判断された動物の殺処分　犬：1,543頭（内幼齢個体221頭）　猫：3,188頭（内幼齢個体1,095頭）
- 譲渡することが適切ではない（治癒の見込みがない病気や攻撃性がある等）と判断された動物以外の殺処分（譲渡先の確保や適切な飼養管理が困難）　犬： 146頭（内幼齢個体48頭）　猫：1,417頭（内幼齢個体 1,053頭）
- 引取り後の死亡　犬：429頭（内幼齢個体119頭）　猫：2,294頭（内幼齢個体1,888頭）

譲渡することが適切ではない犬以外が殺処分されたのは、殺処分された犬の内約27.1%、猫の場合は約53.8%であり、それぞれの割合に差が生じている。
日本においては、殺処分方法は政令に定められており、対象となる動物は動物愛護法第44条4項に定められた家庭動物、展示動物、実験動物、産業動物が対象であり、すなわち人が所有する動物で哺乳類、鳥類又は爬虫類に属するものが対象となる。
政令「動物の殺処分方法に関する指針」で、「化学的又は物理的方法により、できる限り殺処分動物に苦痛を与えない方法を用いて当該動物を意識の喪失状態にし、心機能又は肺機能を非可逆的に停止させる方法によるほか、社会的に容認されている通常の方法によること。」と定めている。また「苦痛」とは省令で「痛覚刺激による痛み並びに中枢の興奮等による苦悩、恐怖、不安 及びうつの状態等の態様をいう。」（同省令 第2（4））と定められている（具体例については後述する）。
高濃度の二酸化炭素は哺乳類の呼吸中枢を麻痺させるので、小・中型動物の場合には二酸化炭素による昏睡と自発呼吸の停止による窒息死で処分するという方法が一般的であり、最終的に死体は焼却される。定期的な慰霊祭などを実施しているところもあるが、食肉生産等のために行う「と殺（屠殺）」とは異なり、人間社会に最も身近な動物である犬・猫を飼い主側の一方的な都合によって殺さなければならないという点において、獣医師も含めて処分に携わる職員の精神的苦痛は非常に大きい。
老犬や殆どの猫は貰い手が見つからないことが多く、里親募集をされることすらなく殺処分されるケースもある。このような不幸な事例を少しでも減らすべく、各自治体はさまざまな動物愛護に向けた啓蒙活動を行っている。
2019年4月5日、東京都は定例会見で、平成30年度の東京都内での殺処分数が犬猫共にゼロになったことを発表した。ただし、東京都内での殺処分数には衰弱が激しかったり、攻撃性が強かったり重篤な病気などにかかったりして飼育が困難のため、安楽死させたものや施設に引き取った後に死んだものは含まれておらず、2018年度はおよそ350匹いた。東京都は引き続き、飼い主にペットをみとるまで飼うことの大切さを訴えていくほか、動物の譲渡をスムーズに行える仕組みづくりを強化し、この数も減らしていく考えを表明した。その後、2023年度（令和5年度）の殺処分数は犬で3頭、猫で35頭となっており、どちらも引き取り後の死亡と譲渡することが適切ではない（治癒の見込みがない病気や攻撃性がある等）と判断された動物を除いた殺処分は、引き取り後の死亡4頭（全て猫、うち3頭は子猫）以外は0である。
また、競走馬が競走や調教の際の事故などで重度の骨折などの故障を発症した場合、「予後不良 (競馬)」と発表されることがある。これは診察した獣医師が「治療を行っても回復の見込み無し」と診断して安楽死の診断を下した、あるいは処置を取ったことを意味し、人間の医療で用いられる用語としての「予後不良」とは意味合いが異なる。ウマ類などの大型動物の場合は、麻酔薬と心停止薬あるいは筋弛緩薬が併用される。

##### 方法
- 吸入：
  - イソフルラン
  - セボフルラン（Sevoflurane）
  - 二酸化炭素
  - 一酸化炭素
  - 窒素

- 頸椎脱臼（Cervical dislocation）

- 静脈注射
  - ペントバルビタール
  - チオペンタール
  - セコバルビタールナトリウム（secobarbital sodium）
  - クロロキン / リドカイン

- 腹腔内注射（Intraperitoneal injection）
- 心臓内注射（Intracardiac injection）

- 銃：馬
- 家畜銃（Captive bolt pistol）：牛
- 粉砕：発育卵、雛

## 伝染病の感染拡大防止における処分

### 日本
日本においては、家畜伝染病予防法により指定されている法定の家畜伝染病に罹患した動物については、感染拡大の防止、経済的な悪影響などの副次的被害の防止という観点から、行政手続による速やかな摘発淘汰、すなわち殺処分が実施されることになっている。
この場合の処分方法については疾病や動物にもよるが、基本的には安楽死の方法が選択される。たとえば馬伝染性貧血（伝貧）に感染したウマ類の場合には、感染が確認されると、都道府県知事によって「殺処分命令書」が出され、これに基づいて速やかに安楽死の処置が取られ、死体はその後焼却処分されることになる。
馬伝染性貧血では、ウイルスの性質的にワクチンの製造が事実上不可能な上、ひとたび感染が拡大すれば、馬畜産・競馬やこれに関連する各種産業に大打撃を与えてしまうという理由から、罹患した患畜に治療が選択されることは無く、いかなる歴史的名馬であろうとも、感染が間違いないと確認された馬は全て対象となる。
また、口蹄疫・高病原性鳥インフルエンザなどでは、患畜の屠殺・殺処分の他、死体の焼却や埋却なども義務付けており、さらには摘発淘汰の対象は感染動物と同じ施設や建物で飼養されていた全ての同種の動物に及ぶ。すなわちこれら疾病の感染発生が確認されることは事実上、当該施設における同種の動物の全滅を意味する。
ちなみに、この命令による患畜の屠殺・殺処分については、上述した様な観点から行政命令は強力な強制力を持つ。また、当該の動物の所有者が様々な事情で対処不能であったり、あるいは命令に抵抗した場合には、行政代執行で国や地方自治体により獣医師（家畜防疫員）が派遣され殺処分を実施するほか、状況次第では警察の機動隊が投入されたり、さらには災害派遣として自衛隊が投入され、死体の焼却や埋却などの作業を実施することもある。

### デンマーク
2020年、デンマークの農場で飼育されていたミンクから新型コロナウイルスの変異株が検出された。デンマーク政府は、人への感染拡大を阻止するために、国内で飼育する全てのミンク1500万匹を殺処分。デンマークは世界最大のミンクの飼育、輸出国であり、殺処分の規模も大きなものとなった。